# Phường 5, Tân An
Phường 5 là một phường thuộc thành phố Tân An, tỉnh Long An, Việt Nam.

## Địa lý
Phường 5 nằm ở phía bắc thành phố Tân An, có vị trí địa lý:
- Phía đông giáp xã Nhơn Thạnh Trung
- Phía tây giáp xã Hướng Thọ Phú
- Phía nam giáp Phường 1, Phường 3 và xã Bình Tâm qua sông Vàm Cỏ Tây
- Phía bắc giáp huyện Thủ Thừa.

Phường 5 có diện tích 6,49 km², dân số năm 2022 là 13.081 người mật độ dân số đạt 2.015 người/km².

## Hành chính
Phường 5 được chia thành 7 khu phố: Bình Phú, Nhơn Hòa 1, Nhơn Hòa 2, Nhơn Phú, Phú Nhơn, Thanh Xuân, Thọ Cang.

## Lịch sử
Ngày 24 tháng 3 năm 1994, Chính phủ ban hành Nghị định số 27-CP (nghị định có hiệu lực từ ngày 27 tháng 8 năm 1994)
 về việc thành lập Phường 5 thuộc thị xã Tân An trên cơ sở điều chỉnh 282,5 ha diện tích tự nhiên và 3.528 nhân khẩu của xã Hướng Thọ Phú; 193 ha diện tích tự nhiên và 2.695 nhân khẩu của xã Nhơn Thạnh Trung.
Sau khi điều chỉnh địa giới hành chính, Phường 5 có 476,24 ha diện tích tự nhiên với 6.223 nhân khẩu.
Ngày 24 tháng 8 năm 2009, Chính phủ ban hành Nghị quyết số 38/NQ-CP về việc thành lập thành phố Tân An thuộc tỉnh Long An. Phường 5 trực thuộc thành phố Tân An.